# Sam Bell (Leichtathletiktrainer)
Sam Bell (* 7. März 1928 in Columbus, Missouri; † 27. Juni 2016 in Bloomington, Indiana) war ein erfolgreicher amerikanischer Leichtathletiktrainer vor allem von Mittelstreckenläufern.

## Leben
Nach der Highschool im ländlichen Nebraska meldete sich Bell freiwillig 1945 bei den Marinefliegern. Da der Krieg jedoch schon zu Ende ging, kam er nicht mehr zum Einsatz. Von 1946 an studierte Bell an der privaten Doane University in Crete (Nebraska) Politische Wissenschaften und Anglistik (Bachelor 1950). Nach zwei Jahren als Lehrer und Leichtathletiktrainer an der Highschool in Wymore im Gage County, Nebraska, wechselte er nach Cottage Grove (Oregon). Dies veränderte grundsätzlich sein Leben, denn mit Dyrol Burleson fand und trainierte er dort den neuen Rekordhalter der USA über eine Meile der Highschool. Nun setzte Bell sein Studium an der University of Oregon fort, wo er 1956 seinen Masterabschluss in Sportwissenschaft absolvierte. 1957 wurde er Trainerassistent, im folgenden Jahr Cheftrainer der Leichtathleten an der Oregon State University und er gewann mit seiner Cross-Country-Mannschaft 1961 die amerikanische Hochschulmeisterschaft. 1965 wechselte er an die University of California, Berkeley, ehe er 1969 an die Indiana University Bloomington wechselte, wo er bis zu seinem Ruhestand 1998 blieb. Hier gewannen seine Mannschaften insgesamt 26 Meisterschaften der Big Ten Conference. Bell verlangte von seinem Läufern ein sehr intensives Training mit einer Vielzahl an Tempoläufen.
Zu den von ihm trainierten Athleten zählten die Olympiateilnehmer Dyrol Burleson, Morgan Groth, Tracy Smith, Jim Spivey, Bob Kennedy, Terry Brahm, Mark Deady, Sunder Nix, Robert Cannon und DeDee Nathan. Er war der Cheftrainer beim Länderkampf USA gegen UdSSR 1964, Trainer der Mittel- und Langstreckler bei den Olympischen Spielen 1976 in Montreal und bei den Pan American Games 1987. Er spielte eine wichtige Rolle bei der Herauslösung von U.S.A. Track & Field aus der Amateur Athletic Union als für die Leichtathletik in den USA zuständige Organisation.
1992 wurde er in die National Track and Field Hall of Fame und 2001 in die United States Track and Field Coaches Hall of Fame aufgenommen, die ihn außerdem 2011 mit dem George Dales Award auszeichnete.